# GOLPH3
GOLPH3 (англ. Golgi phosphoprotein 3) – білок, який кодується однойменним геном, розташованим у людей на 5-й хромосомі. Довжина поліпептидного ланцюга білка становить 298 амінокислот, а молекулярна маса — 33 811.
| 10         |  | 20         |  | 30         |  | 40         |  | 50         |
| ---------- |  | ---------- |  | ---------- |  | ---------- |  | ---------- |
| MTSLTQRSSG |  | LVQRRTEASR |  | NAADKERAAG |  | GGAGSSEDDA |  | QSRRDEQDDD |
| DKGDSKETRL |  | TLMEEVLLLG |  | LKDREGYTSF |  | WNDCISSGLR |  | GCMLIELALR |
| GRLQLEACGM |  | RRKSLLTRKV |  | ICKSDAPTGD |  | VLLDEALKHV |  | KETQPPETVQ |
| NWIELLSGET |  | WNPLKLHYQL |  | RNVRERLAKN |  | LVEKGVLTTE |  | KQNFLLFDMT |
| THPLTNNNIK |  | QRLIKKVQEA |  | VLDKWVNDPH |  | RMDRRLLALI |  | YLAHASDVLE |
| NAFAPLLDEQ |  | YDLATKRVRQ |  | LLDLDPEVEC |  | LKANTNEVLW |  | AVVAAFTK   |

A: Аланін

C: Цистеїн

D: Аспарагінова кислота

E: Глутамінова кислота

F: Фенілаланін

G: Гліцин

H: Гістидин

I: Ізолейцин

K: Лізин

L: Лейцин

M: Метіонін

N: Аспарагін

P: Пролін

Q: Глутамін

R: Аргінін

S: Серин

T: Треонін

V: Валін

W: Триптофан

Кодований геном білок за функцією належить до фосфопротеїнів. 
Задіяний у таких біологічних процесах, як транспорт, транспорт білків. 
Білок має сайт для зв'язування з ліпідами. 
Локалізований у клітинній мембрані, мембрані, мітохондрії, апараті гольджі, ендосомах.